# Noam Murro
Noam Murro (Jerusalém, 16 de agosto de 1961) é um diretor e produtor de cinema israelita.
Depois de estudar arquitetura e se estabelecer ao longo dos anos como diretor de publicidade, Murro foi nomeado seis vezes para os DGA Awards, ganhando o prêmio em 2005. Junto com Shawn Lacy Tessaro, ele fundou a empresa de produção Biscuit Films, que produziu muitas campanhas publicitárias de sucesso. Em 2004, ele foi originalmente definido para dirigir The Ring Two, mas deixou o filme devido a "diferenças criativas". Em 2012, dirigiu campanhas publicitárias para marcas bem conhecidas como Adidas, Nike, eBay, Volkswagen, Land Rover, Toshiba, Stella Artois e muitos outros. Em 2008, Murro fez sua estreia como diretor com Smart People, uma comédia apresentada no Festival Sundance de Cinema de 2008. Em 2011, ele foi escolhido para dirigir A Good Day to Die Hard], mas deixou a produção em agosto de 2011, para dirigir a sequência de 300, 300: Rise of an Empire, que foi lançada em 2014. 

## Filmografia
| Ano  | Título                 | Papel   |
| ---- | ---------------------- | ------- |
| 2008 | Smart People           | Diretor |
| 2014 | 300: Rise of an Empire | Diretor |